# Montagne Noire
Montagne Noire är ett berg i Kanada.   Det ligger i provinsen Nova Scotia, i den östra delen av landet, 1 100 km öster om huvudstaden Ottawa. Toppen på Montagne Noire är 436 meter över havet, eller 23 meter över den omgivande terrängen. Bredden vid basen är 1,3 km. Montagne Noire ligger på ön Kap Bretonön.
Terrängen runt Montagne Noire är kuperad norrut, men söderut är den platt. Runt Montagne Noire är det mycket glesbefolkat, med 3 invånare per kvadratkilometer.. Närmaste större samhälle är Chéticamp, 6,7 km väster om Montagne Noire. 
I omgivningarna runt Montagne Noire växer i huvudsak blandskog.